# Kuresa Tupua
Kuresa Matagisila Tupua (ur. 11 czerwca 1984 w Fagaʻalu) – łucznik z Samoa Amerykańskiego.
Reprezentował Samoa Amerykańskie na Letnich Igrzyskach Olimpijskich 2000. Został sklasyfikowany na 64. miejscu, przegrywając w pierwszej rundzie z Jang Yong-Ho z Korei Południowej 98:172. Jest najmłodszym olimpijczykiem z Samoa Amerykańskiego.